# Bunomys penitus
Bunomys penitus е вид гризач от семейство Мишкови (Muridae). Видът е почти застрашен от изчезване.

## Разпространение
Разпространен е в Индонезия.

## Описание
Популацията на вида е намаляваща.